# Napalm (Band)
Napalm war eine Punk-Rock-Band aus Hamburg.

## Geschichte
Napalm existierte von 1979 bis 1983. Die Gründer der Band waren Lorenzo Castillo-Sohre (Gesang), Berthold Rarrek (Gitarre), Raimund Rarrek (Bass) und Kai Reder (Schlagzeug). Eine spätere Besetzung beinhaltete Martin Witte (Gitarre), Frank (Gitarre) und Arne Wagner (Bass).
Lorenzo „Lui“ Castillo-Sohre sang bei Punkenstein, bei Razors der Ramones-Revival-Band (später, nach einem Rechtsstreit mit den Ramones, umbenannt in Ramonez'77), Jam Today (hier auch Bass), Phantastix (1. LP Bass, 3. LP Gesang), bei den Bronx Boys, den Sonics'77, bei einer Misfits-Coverband und diversen anderen, oft nur kurzfristig existenten, Projekten. Martin Witte spielte bei Screamer, Punkenstein, Torpedo Moskau, Noise Annoys, Ramonez'77, Witte XP. Heute ist er der Gitarrist von Razors und unterhält zusammen mit der Band Big Balls and the Great White Idiot das M.G.A.-Studio. Kai Reder spielte ebenfalls mit Witte und Lui Castillo-Sohre bei den Ramonez'77 und bei Jam Today. Vor allem jedoch auch mehrere Jahre in der britischen Hardcore-Punk-Band GBH, später dann bei der Hamburger Punk-Formation Motormuschi. Aktuell spielt Kai Reeder bei der Hamburger Punk-Rock-Band The Letyoudowns Schlagzeug. Arne Wagner spielte bei Torpedo Moskau, C³i und Noise Annoys. Aktuell ist er der Sänger der reaktivierten Hamburger Punk-Band Bierspieler und von C³i.
Am 30. Dezember 2010 fand im Hamburger Veranstaltungsort Knust, ein Revival-Konzert statt. Dieser Auftritt war der erste seit 1983. Des Weiteren folgten drei Konzerte in England.

## Stil
Ralf Kirstan bezeichnet Napalm in Auflage 4 der Pogographie als „eine der besten deutschen Punkbands ever“.

## Diskografie
- 1980: Tolle (Moderne Musik Tonträger)
- 1982: It’s a Warning (Konnekschen)